# Santa Maria del Popolo

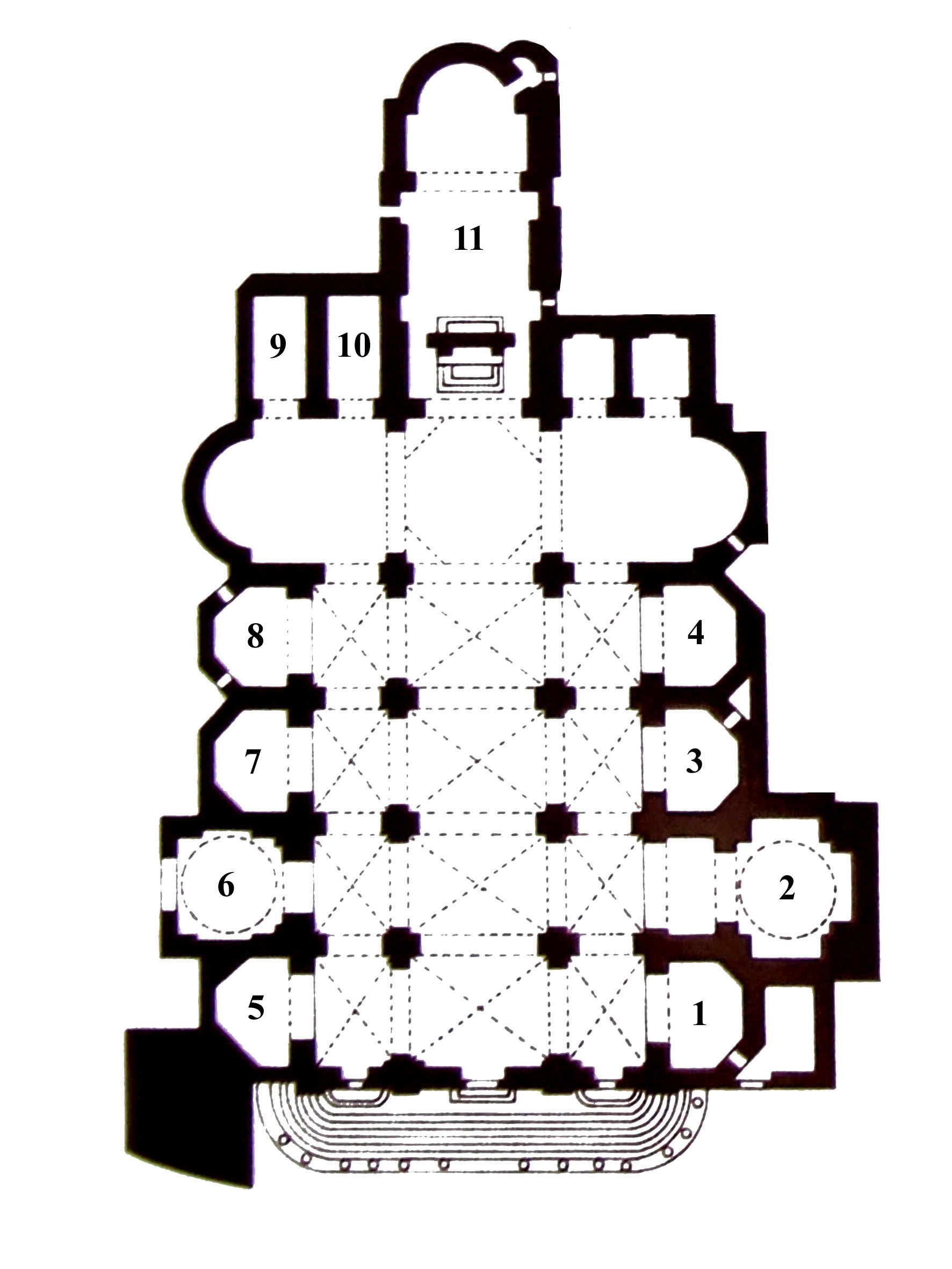
Kyrkans grundplan med sidokapellen numrerade:
1) Cappella Della Rovere eller Cappella del Presepio
2) Cappella Cybo
3) Cappella Basso Della Rovere
4) Cappella Costa
5) Cappella Montemirabile eller Cappella del Battistero
6) Cappella Chigi
7) Cappella Mellini
8) Cappella Cybo-Soderini eller Cappella del Crocifisso
9) Cappella Theodoli
10) Cappella Cerasi
11) Cappella Feoli eller Cappella di San Tommaso da Villanova
12) Cappella Cicada eller Cappella di Santa Rita

Santa Maria del Popolo är en renässans- och barockkyrka och därtill mindre basilika vid norra änden av Piazza del Popolo i Rom, vid den forna stadsporten Porta Flaminia där den romerska vägen Via Flaminia tog sin början.
Santa Maria del Popolo är sedan år 1587 titelkyrka. Den nuvarande kardinalprästen är Stanisław Dziwisz.

## Historia
Kyrkan byggdes ursprungligen vid stadens norra port under påven Paschalis II 1099 för att kejsar Nero, som antas ligga begraven i närheten, spökade i området. Kyrkan utvidgades 1227 och byggdes om helt 1472–1477. Kyrkans fasad är utförd i ungrenässansstil och tillskrivs Andrea Bregno.

## Interiör
Kyrkans interiör är utförd i ungrenässansstil från 1400-talet. Absiden ritades av Donato Bramante och är ett av hans tidigaste verk i Rom. Valvet har fresker som är målade av Pinturicchio 1508–1509.

### Cappella Cerasi
I Cerasikapellet finns två målningar av Caravaggio: Pauli omvändelse och Petri korsfästelse. Altartavlan föreställande Jungfru Marie himmelsfärd är ett verk av Annibale Carracci.

Petri korsfästelse av Caravaggio.
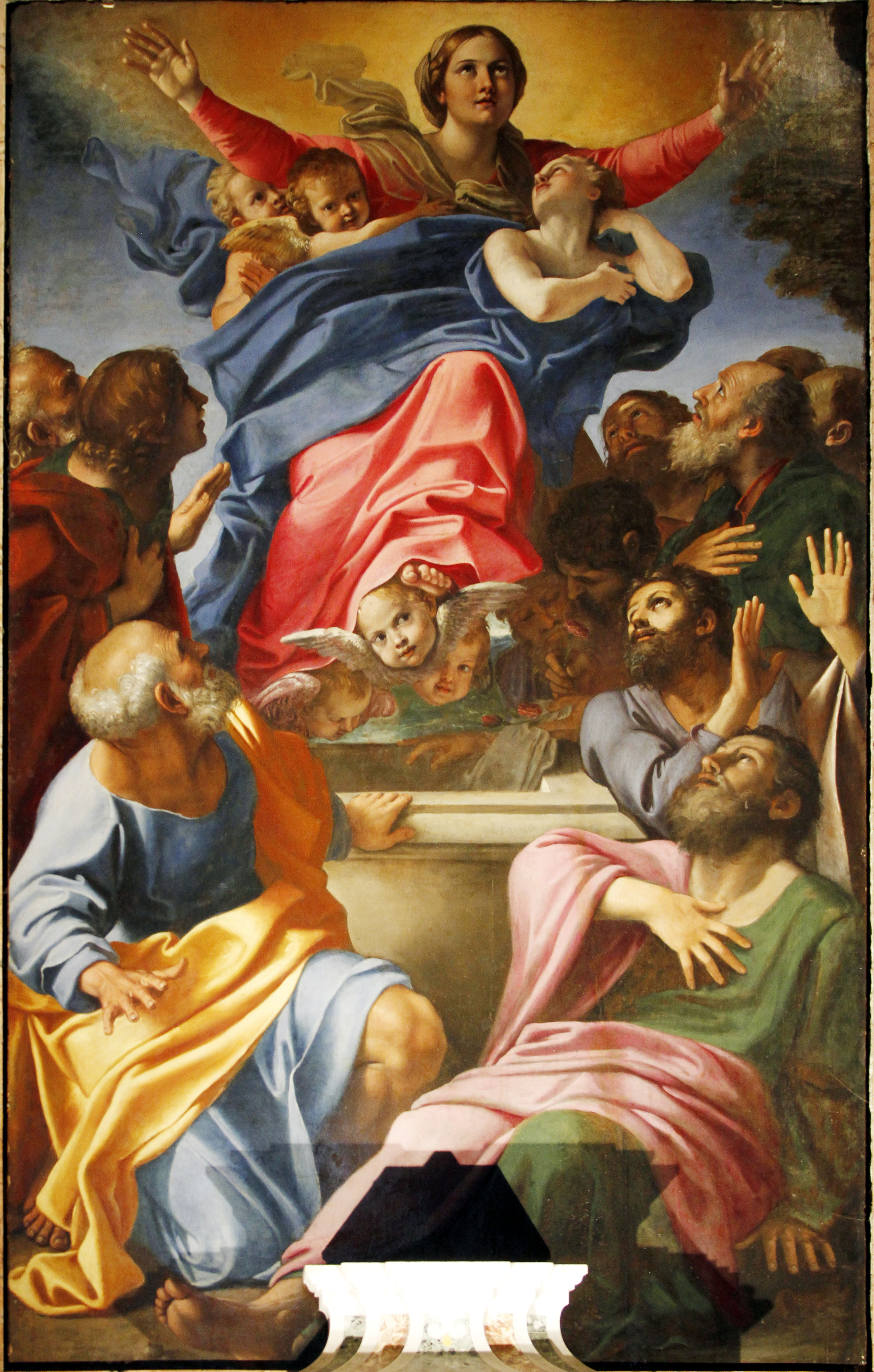
Jungfru Marie himmelsfärd av Annibale Carracci.
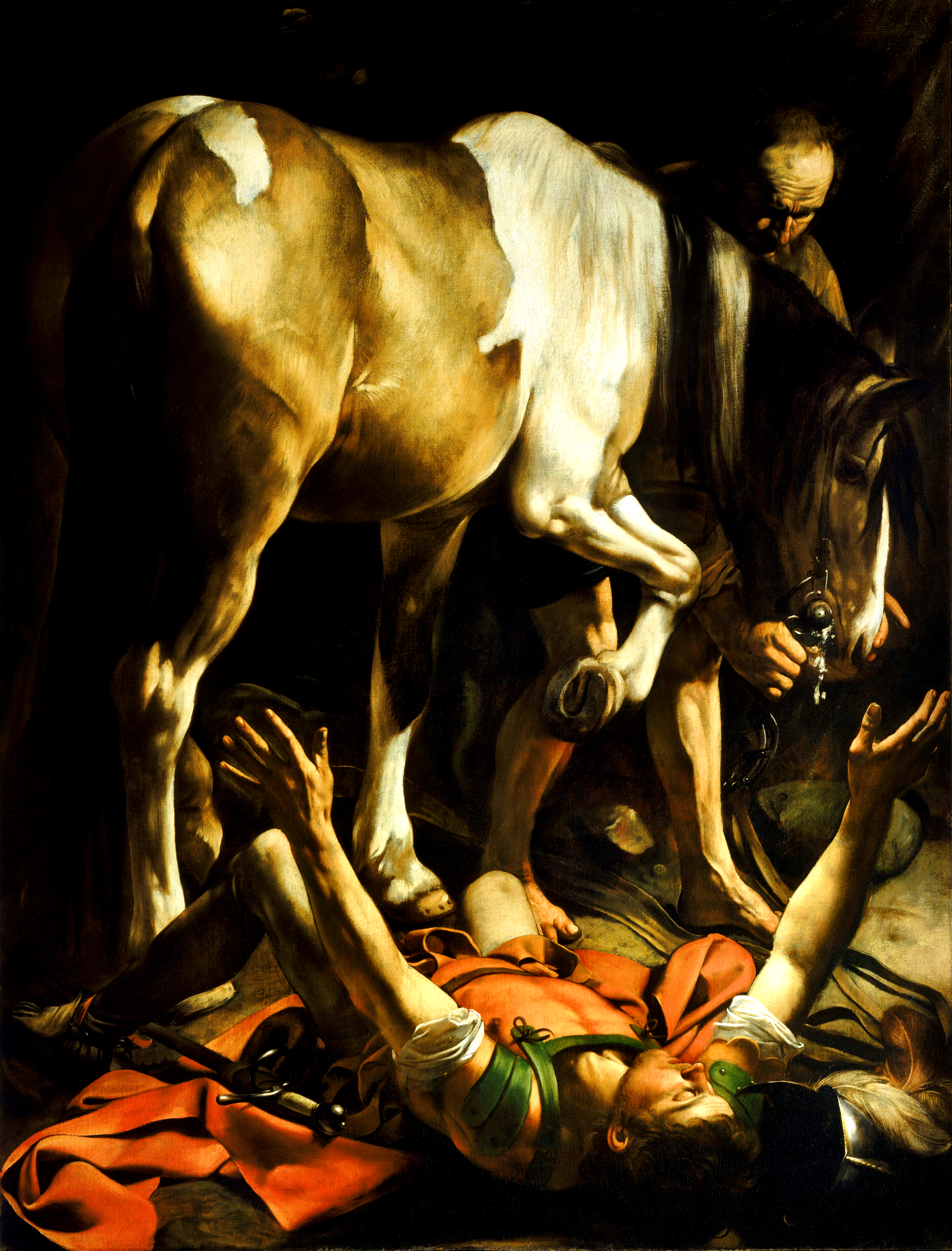
Pauli omvändelse av Caravaggio.

### Cappella Chigi
Chigikapellet beställdes av bankiren Agostino Chigi. Kapellet byggdes och dekorerades av Rafael 1513–1516. Agostinos och hans bror Sigismondos gravar är utförda i pyramidform och där finns även Berninis skulpturer Habackuk och ängeln samt Profeten Daniel.

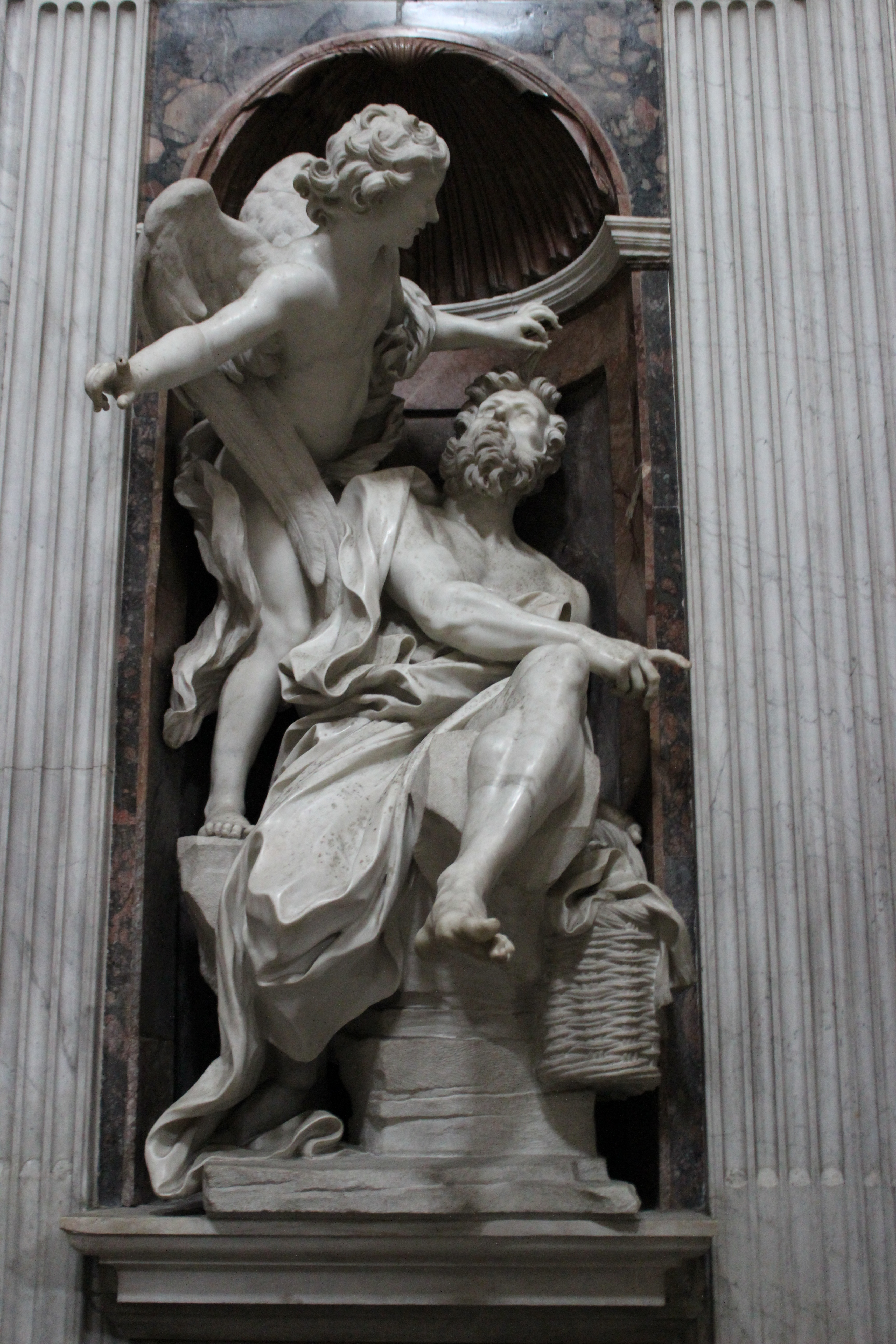
Habackuk och ängeln av Bernini.
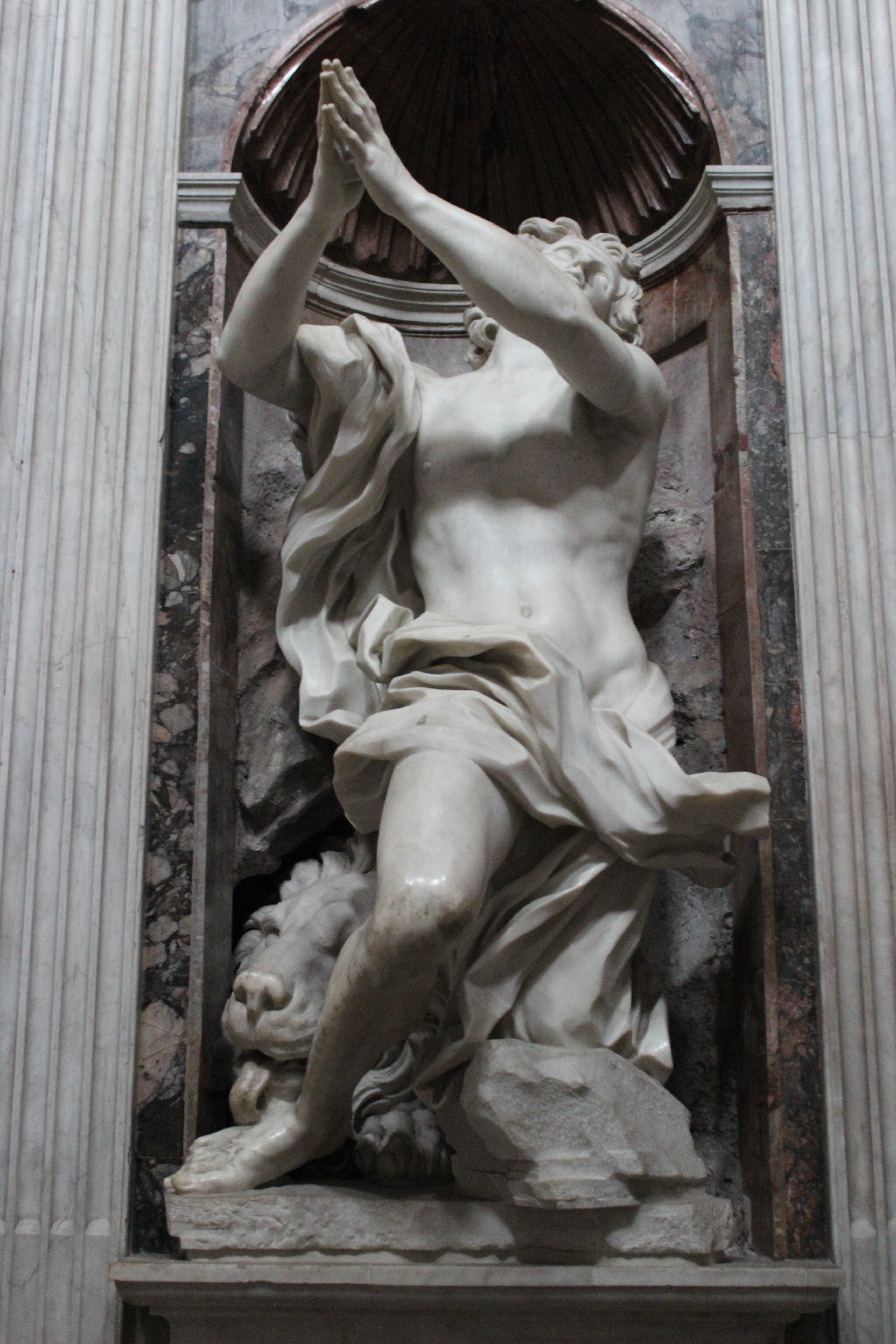
Profeten Daniel av Bernini.
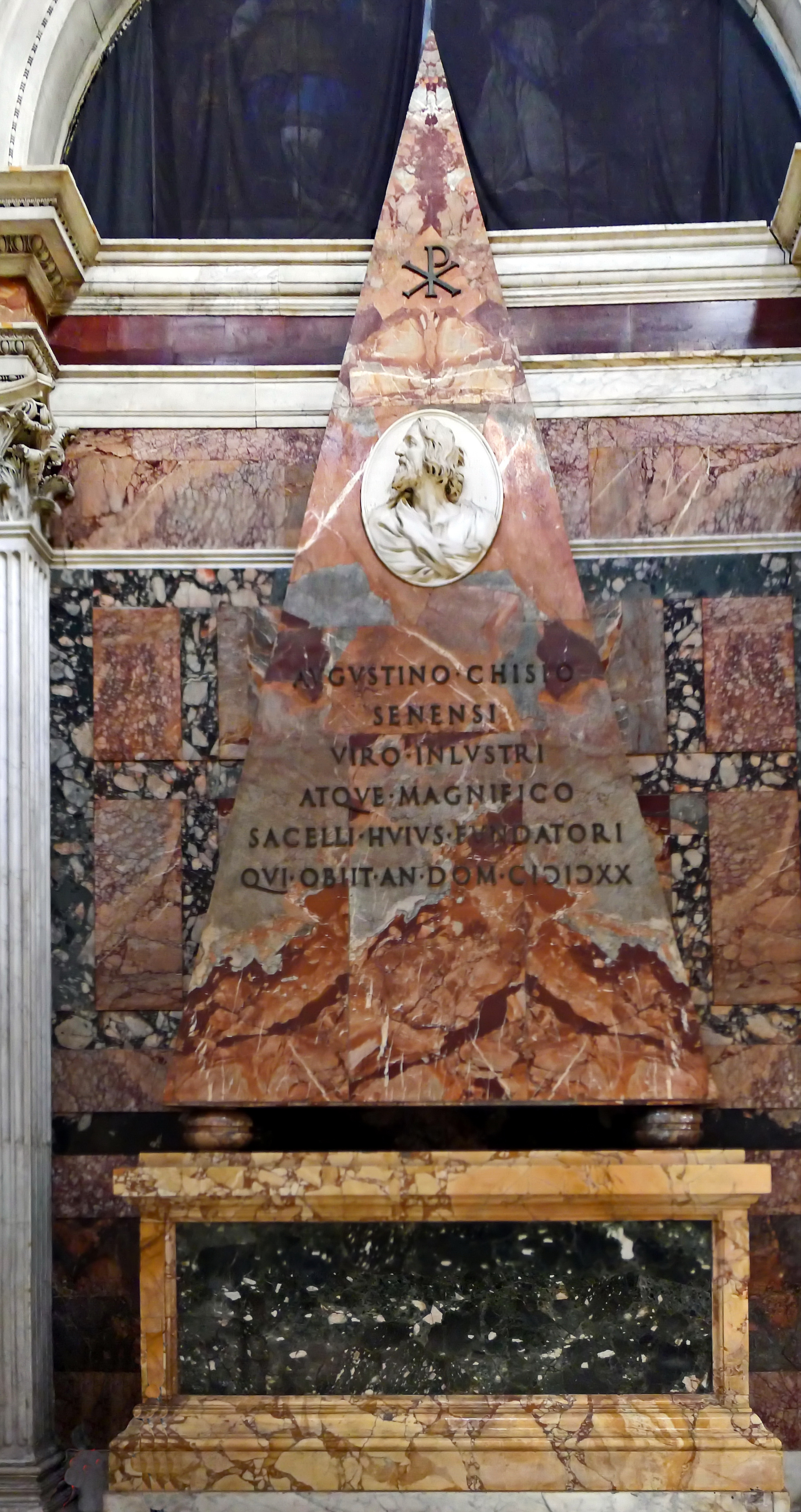
Gravmonument över Agostino Chigi.
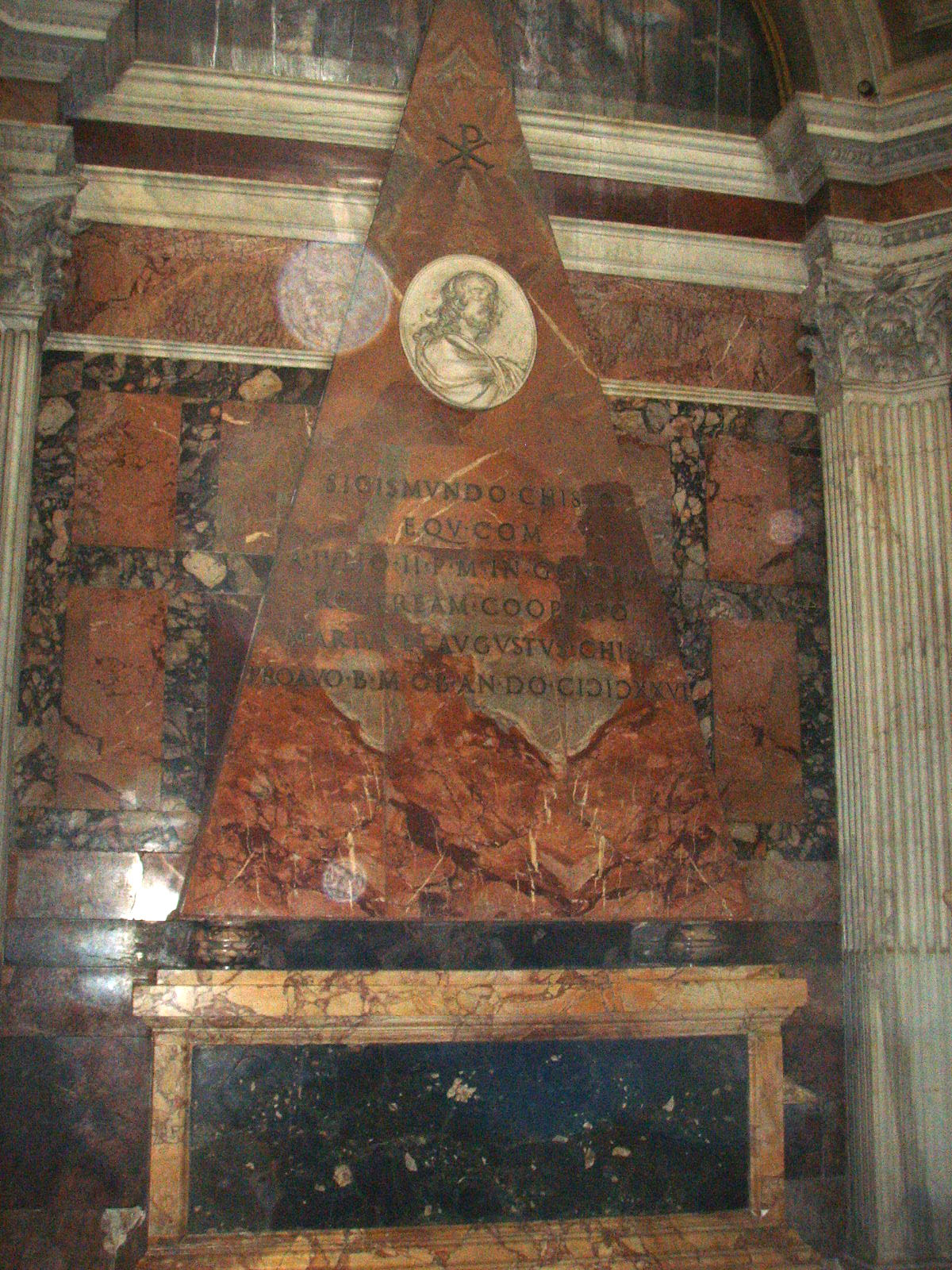
Gravmonument över Sigismondo Chigi.

## Församling
Till församlingen Santa Maria del Popolo hör följande kyrkobyggnader:
- Santa Maria del Popolo
- Santa Maria dei Miracoli
- Santa Maria di Montesanto